# Refused
Refused – szwedzki zespół muzyczny grający hardcore punk. Grupa została utworzona w styczniu 1992 w Umei, zakończyła działalność w 1998, by ponownie zejść się w 2012.

## Biografia i charakterystyka
Na twórczość Refused wpływ mają zespoły: Nation of Ulysses, Born Against; ja również tacy myśliciele i działacze jak: Karol Marks, Errico Malatesta oraz sytuacjoniści. Teksty zespołu często inspirowane są ideologiami socjalizmu czy anarchizmu. Zespół reprezentuje także postawę straight edge oraz przestrzega zasad weganizmu. Ich muzyka, określana też mianem post-hardcore, miała wiele odniesień: od punk rocka, przez hardcore, aż do szeroko pojętej muzyki elektronicznej.
Album The Shape of Punk to Come wyznaczył nowy szlak w muzyce hardcore punk. W 2012 zespół ogłosił trasę koncertową pojawiając się na kilku ważnych festiwalach muzycznych, po czym ponownie zniknął ze sceny. Dopiero w listopadzie 2014 członkowie zeszli się ponownie, by 26 czerwca 2015 wydać album Freedom nakładem Epitaph Records. Pojawili się także 2 lipca 2015 na Open’er Festival w Gdyni. 
Zespół wcielił się w fikcyjną grupę rockową Samurai w grze Cyberpunk 2077 w 2020.

## Dyskografia

### Albumy
- This Just Might Be the Truth (1994)
- Songs to Fan the Flames of Discontent (1996)
- The E.P. Compilation (1997)
- The Demo Compilation (1997)
- The Shape of Punk to Come (1998)
- Freedom (2015)
- War Music (2019)

### EP/MCD/Dema
- Refused (1992) Demo
Re-fused / Another one / Enough is enough / Fusible front / Reach out / Fudge / Blind / Back in black
- Operation Headfirst (1992) Demo
The new deal / I Wish / Where is equality? / Who died? / Burn / Racial liberation / Hate breeds hate
- This Is the New Deal (1993)
Hate breeds hate / Break / Where's equality? / Soft / I wish
- Pump the Brakes (1994)
Pump the brakes / Strength / Preception / Who died?
- Everlasting (1995)
Burn it / Symbols / Sunflower princess / I am not me / Everlasting / The real / Pretty face
- Refused Loves Randy (1995)
Tv freak / Pump the brakes / Humanalogy / Re-fused
- Rather Be Dead E.P. (1996)
Rather be dead / Jag äter inte mina vänner / Circle pit / Lick it clean / Voodoo people
- The New Noise Theology E.P. (1998)
New noise / Blind-date / Poetry written in gasoline / Refused are fuckin' dead (Bomba Je Remix, Long Version)

### DVD
- The Shape of Punk to Come – Wersja DVD-Audio (2004)
- Refused Are Fucking Dead – Film dokumentalny, w którym Kristofer Steen przedstawia ostatni rok twórczości Refused (2006)

## Nagrody i wyróżnienia
| Rok  | Kategoria                              | Tytułem                               | Nagroda | Nota      | Źródło |
| ---- | -------------------------------------- | ------------------------------------- | ------- | --------- | ------ |
| 1997 | Årets hårdrock                         | Songs to Fan the Flames of Discontent | Grammis | Nominacja | [ 3 ]  |
| 1999 | Årets hårdrock                         | The Shape of Punk to Come             | Grammis | Nominacja | [ 4 ]  |
| 2007 | Årets musik-DVD                        | Refused Are Fucking Dead              | Grammis | Nominacja | [ 5 ]  |
| 2013 | Årets artist                           | Refused                               | Grammis | Nominacja | [ 6 ]  |
| 2013 | Årets svenska internationella fråmgang | Refused Are Fucking Dead              | Grammis | Nominacja | [ 6 ]  |
| 2016 | Årets hårdrock/metall                  | Freedom                               | Grammis | Nominacja | [ 7 ]  |